# Otkrytieje Arena

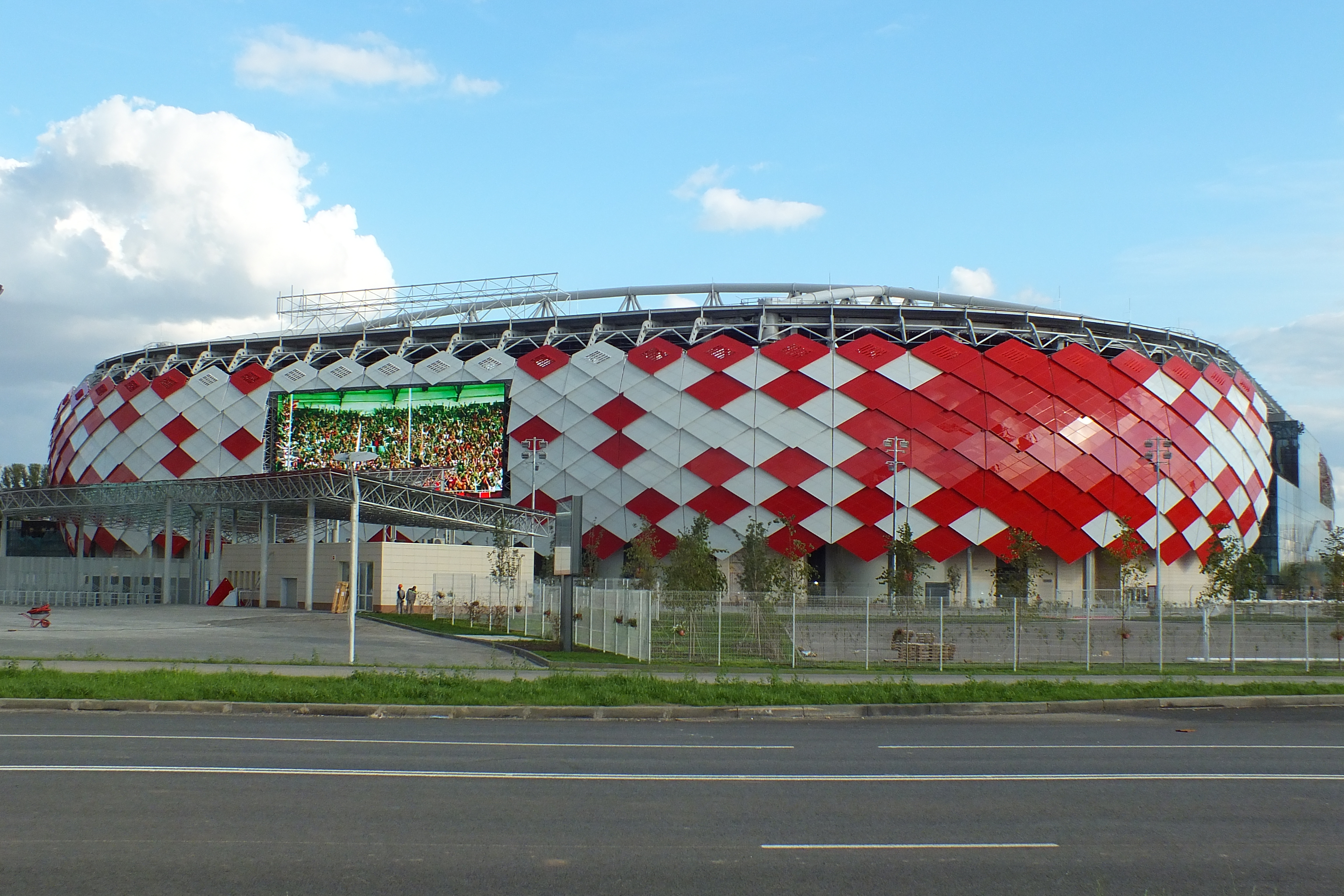
Stadionexterieur in 2014.

De Otkrytieje Arena (Russisch: Открытие Арена) of het Spartakstadion is een voetbalstadion in de Russische hoofdstad Moskou. Het is de thuisbasis van Spartak Moskou. Het stadion werd geopend in 2014 en biedt plaats aan 45.360 bezoekers. Het stadion werd gebruikt voor de FIFA Confederations Cup 2017 en het wereldkampioenschap voetbal 2018. Daarnaast speelt het Russisch voetbalelftal ook reguliere interlands in het stadion.

## Interlands
| 1 | 12 oktober 2014  | Rusland – Moldavië   | 1 – 1 | EK 2016 kwalificatie | 30.017 |
| 2 | 14 juni 2015     | Rusland – Oostenrijk | 0 – 1 | EK 2016 kwalificatie | 35.000 |
| 3 | 5 september 2015 | Rusland – Zweden     | 1 – 0 | EK 2016 kwalificatie | 42.000 |
| 4 | 12 oktober 2015  | Rusland – Montenegro | 2 – 0 | EK 2016 kwalificatie | 37.800 |
| 5 | 26 maart 2016    | Rusland – Litouwen   | 5 – 0 | Vriendschappelijk    | 35.406 |
| 6 | 7 september 2021 | Rusland – Malta      | 2 – 0 | WK 2022 kwalificatie | 10.508 |

### Confederations Cup 2017
| Datum        | Tijd          | Thuisteam | Uitslag | Uitteam   | Competitie         | Toeschouwers | Onderling resultaat |
| ------------ | ------------- | --------- | ------- | --------- | ------------------ | ------------ | ------------------- |
| 18 juni 2017 | 21:00 (UTC+3) | Kameroen  | 0 – 2   | Chili     | Groepsfase groep B | 33.492       | onderling resultaat |
| 21 juni 2017 | 18:00 (UTC+3) | Rusland   | 0 – 1   | Portugal  | Groepsfase groep A | 42.759       | onderling resultaat |
| 25 juni 2017 | 18:00 (UTC+3) | Chili     | 1 – 1   | Australië | Groepsfase groep B | 33.639       | onderling resultaat |
| 2 juli 2017  | 15:00 (UTC+3) | Portugal  | 2 – 1   | Mexico    | Troostfinale       | 42.659       | onderling resultaat |

### Wereldkampioenschap voetbal 2018
| Datum        | Tijd          | Thuisteam  | Uitslag        | Uitteam  | Competitie         | Toeschouwers | Onderling resultaat |
| ------------ | ------------- | ---------- | -------------- | -------- | ------------------ | ------------ | ------------------- |
| 16 juni 2018 | 18:00 (UTC+3) | Argentinië | 1 – 1          | IJsland  | Groepsfase poule D | 44.190       | onderling resultaat |
| 19 juni 2018 | 18:00 (UTC+3) | Polen      | 1 – 2          | Senegal  | Groepsfase poule H | 44.190       | onderling resultaat |
| 23 juni 2018 | 15:00 (UTC+3) | België     | 5 – 2          | Tunesië  | Groepsfase poule G | 44.190       | onderling resultaat |
| 27 juni 2018 | 21:00 (UTC+3) | Servië     | 0 – 2          | Brazilië | Groepsfase poule E | 44.190       | onderling resultaat |
| 3 juli 2018  | 21:00 (UTC+3) | Colombia   | 1 – 1 (pn.3–4) | Engeland | Achtste finale     | 44.190       | onderling resultaat |